# تاريخ الهندسة الكيميائية
الهندسة الكيميائية هي تخصص تم تطويره من خلال ممارسي «الكيمياء الصناعية» في أواخر القرن التاسع عشر. قبل الثورة الصناعية، كانت المواد الكيميائية الصناعية وغيرها من المنتجات الاستهلاكية مثل الصابون تُنتج بشكل أساسي من خلال الإنتاج بالدفعات. تتطلب المعالجة الدفعية عمالة مكثفة ويقوم الأفراد بخلط كميات محددة مسبقًا من المكونات في وعاء، وتسخين الخليط أو تبريده أو ضغطه لفترة زمنية محددة مسبقًا. يمكن بعد ذلك عزل المنتج وتنقيته واختباره لتحقيق منتج قابل للبيع. لا تزال عمليات الدُفعات تُجرى حتى يومنا هذا على المنتجات ذات القيمة الأعلى، مثل المواد الوسيطة الصيدلانية، والمنتجات المتخصصة والمركبة مثل العطور والدهانات، أو في صناعة الأغذية مثل شراب القيقب النقي، حيث لا يزال من الممكن تحقيق ربح على الرغم من أن طرق الدُفعات تكون أبطأ وغير فعالة من حيث العمالة واستخدام المعدات. نظرًا لتطبيق تقنيات الهندسة الكيميائية أثناء تطوير عملية التصنيع، يتم الآن إنتاج مواد كيميائية أكبر حجمًا من خلال عمليات كيميائية مستمرة «لخط التجميع». كانت الثورة الصناعية عندما بدأ يحدث التحول من الدُفعة إلى المعالجة المستمرة. اليوم يتم تصنيع المواد الكيميائية السلعية والبتروكيماويات في الغالب باستخدام عمليات التصنيع المستمرة بينما يتم تصنيع المواد الكيميائية المتخصصة والمواد الكيميائية الدقيقة والمستحضرات الصيدلانية باستخدام عمليات دفعية.

## الأصل
أدت الثورة الصناعية إلى زيادة غير مسبوقة في الطلب، من حيث الكم والنوع، على المواد الكيميائية السائبة مثل رماد الصودا. كان هذا يعني شيئين: الأول، أنه يجب توسيع حجم النشاط وكفاءة التشغيل، والثاني، أنه يجب فحص بدائل جادة لمعالجة الدُفعات، مثل التشغيل المستمر.

## المهندس الكيميائي الأول
كانت الكيمياء الصناعية تُمارس في القرن التاسع عشر، وبدأت دراستها في الجامعات البريطانية بنشر فريدريش لودويغ كناب وإدموند رونالدز وتوماس ريتشاردسون لكتاب مهم عن التكنولوجيا الكيميائية في عام 1848. بحلول ثمانينيات القرن التاسع عشر، تم الاعتراف بالعناصر الهندسية المطلوبة للتحكم في العمليات الكيميائية كنشاط مهني متميز. تم تأسيس الهندسة الكيميائية لأول مرة كمهنة في المملكة المتحدة بعد إعطاء أول دورة في الهندسة الكيميائية في جامعة مانشستر في عام 1887 من قبل جورج ادوارد ديفيس في شكل اثنتي عشرة محاضرة تغطي جوانب مختلفة من الممارسة الكيميائية الصناعية. نتيجة لذلك، يعتبر جورج ديفيز أول مهندس كيميائي في العالم. اليوم، الهندسة الكيميائية هي مهنة تحظى بتقدير كبير. يمكن للمهندسين الكيميائيين من ذوي الخبرة أن يصبحوا مهندسين محترفين مرخصين في الولايات المتحدة، بمساعدة الجمعية الوطنية للمهندسين المحترفين، أو الحصول على وضع مهندس كيميائي «معتمد» من خلال معهد المهندسين الكيميائيين في المملكة المتحدة.

## الجمعيات المهنية
في عام 1880، جرت المحاولة الأولى لتشكيل جمعية المهندسين الكيميائيين في لندن. أدى هذا في النهاية إلى تشكيل جمعية الصناعة الكيميائية في عام 1881. تأسس المعهد الأمريكي للمهندسين الكيميائيين في عام 1908، ومعهد المهندسين الكيميائيين بالمملكة المتحدة في عام 1922. كلاهما لهما الآن عضوية دولية كبيرة. يوجد في بعض البلدان الأخرى الآن جمعيات أو أقسام هندسة كيميائية داخل مجتمعات كيميائية أو هندسية.

## روابط خارجية
- «تاريخ الهندسة الكيميائية: النضال من أجل البقاء»
- عن الهندسة الكيميائية